# Erlöserkirche (Bärenstein)

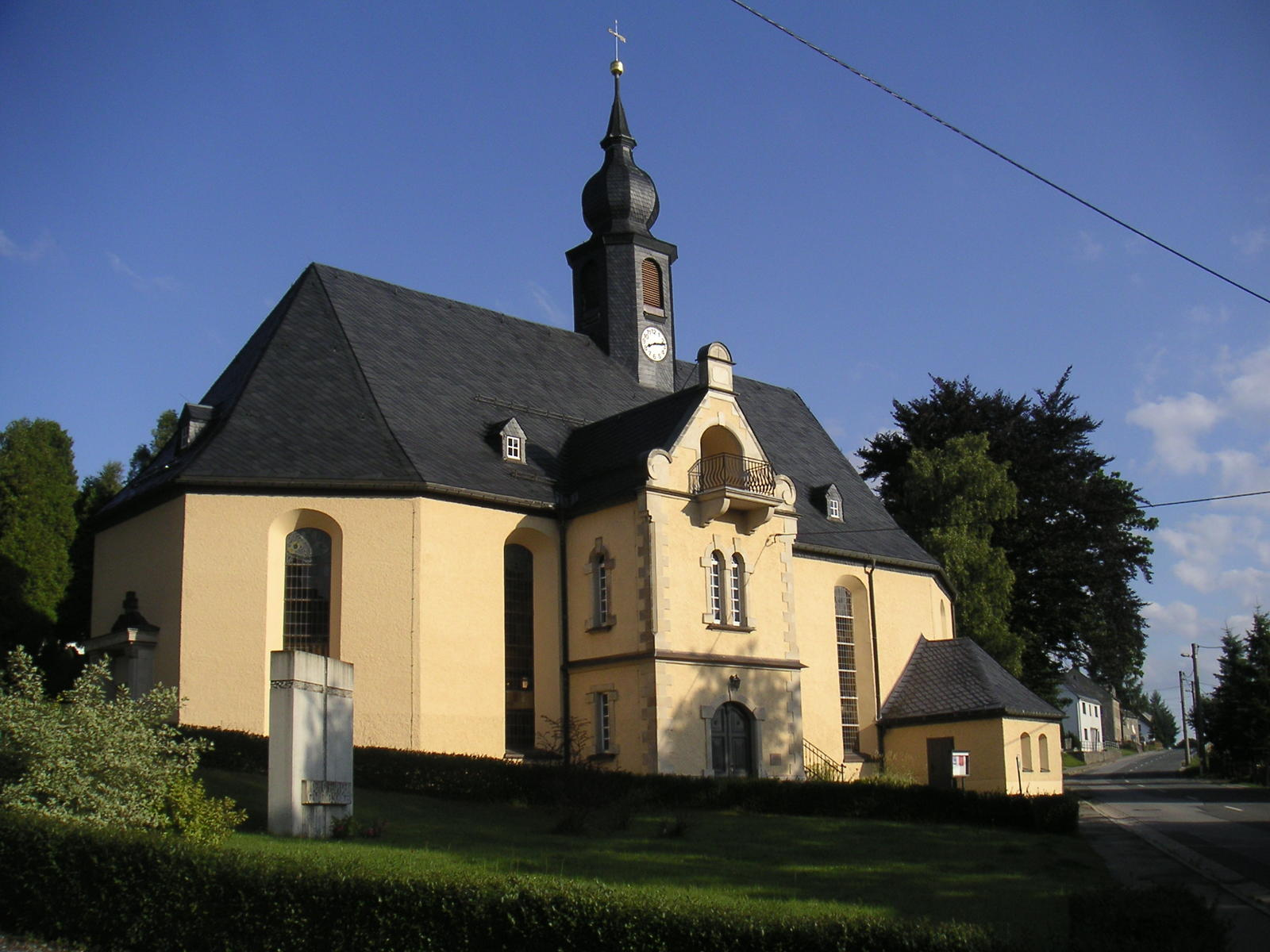
Erlöserkirche zu Bärenstein

Die evangelisch-lutherische Erlöserkirche (ⓘ) ist ein ortsbildprägendes Kirchengebäude in Bärenstein im Erzgebirge (Sachsen). Die Kirchgemeinde gehört zum Kirchenbezirk Annaberg in der Evangelisch-Lutherischen Landeskirche Sachsens. Die Kirche gehört zu den ältesten Gebäuden im Ort.

## Geschichte und Architektur
Das ursprünglich zur Herrschaft und Pfarrei Schlettau gehörige Bärenstein bestand zunächst nur aus einigen Höfen. Das Kloster Grünhain kaufte 1413 die Herrschaft und 1453 ging das Lehen an die Wettiner. Im Jahr 1517 wurde in Weipert eine Kirche auch für den Bereich Bärenstein errichtet. Da zum Ende des Dreißigjährigen Krieges die Bevölkerung durch Exulantenzüge sprunghaft anstieg, genehmigte Kurfürst Johann Georg I. 1655 den Bau einer Kirche im Ort. Den Grundstein legte der Superintendent am 15. Juni 1655, die Bewohner leisteten Hand- und Spanndienste, das Bauholz stellte der Rat der Stadt Annaberg.
Schon zehn Tage später nahm der Pfarrer die erste im Taufbuch der neuen Kirche eingetragene Taufe vor. Da sich die Kirche noch im Bau befand, sind die „Kinder [.. zunächst noch] in den Häußern getaufet worden. Anno 1655“ erhielten am 25. Juni Heinrich Rieß (Sohn des Schmieds Andreas Rieß), am 7. Oktober Anna Schubarth (Tochter des Hanns Schubarth junior), am 16. November Rosina Maria Ott (Tochter des Schmieds Caspar Ott), am 5. Dezember Anna Maria Müller (Tochter des Christian Müller aus „Kühebergk“), am 13. Dezember Esther Engelmann (Tochter des Schulmeisters Thobias Engelmann) sowie am 16. Januar 1656 Georgius Seidel (Sohn des Philipp Seidel) in ihren Elternhäusern die Taufe. Am 7. Februar 1656 „ist das erste Kind [Maria Magdalena Rudolff] so in der neü erbauten Kirchen am Beerenstein getauffet worden, Gott gebeds dieses u. folgenden Christlich, fromm u. seelig werden mögen.“ Sie war die Tochter des kurfürstlich-sächsischen Steuereinnehmers „am Berghäußel - Beerenstein“ Caspar Rudolff.
Die barocke Saalkirche steht über einem symmetrischen, rechteckigen Grundriss und schließt mit Dreiachtelschluss. Das Walmdach ruht über einem verputzten Mauerwerk aus Bruchstein. Eine Besonderheit in der Sakristei ist das Zellengewölbe. In der Zeit um 1698 wurden wohl die Emporen eingebaut, die Anschaffung einer Orgel erfolgte ebenfalls in diesem Jahr. Ein stilmäßiger Umbau erfolgte 1911 nach Entwürfen des Architekten Woldemar Kandler. Weitere Renovierungen erfolgten 1955 und 1993.

## Orgel
Das Instrument schuf 1911 die Orgelbaufirma Gebrüder Jehmlich. Es hat 27 klingende Stimmen verteilt auf zwei Manuale und Pedal. Die Kegelwindladen werden pneumatisch traktiert.
1954 wurde die Orgel nach neobarocken Klangvorstellungen umgebaut: Der Winddruck wurde abgesenkt und das Pfeifenwerk fast vollständig erneuert. 
2014 standen die Holzwurm- und die Schimmelbekämpfung an. Der Balg musste komplett neu aufgebaut und mit Balgleder neu bezogen werden, auch wurde die gesamte Papierung des Balges erneuert. Der pneumatische Spieltisch wurde grundlegend überarbeitet, die Manualklaviaturen erhielten in den Mittellagen neue Garnierungen.
Die Orgel hatte unsaubere Ansprache der Pfeifen und viele Nebengeräusche im Ton. Aus Kostengründen blieb es bei Intonationsarbeiten bei den Labialregistern auf die Grundstimmen der Werke. So konnte die Orgel mehr Klangschönheit und Volumen erlangen.
Die Zungenregister Trompete 8′ und Posaune 16′ konnten generalüberholt werden. Nach technischer und klanglicher Überarbeitung klingen diese Register wieder ausgeglichen, rund und kraftvoll. Projektabschluss war am 7. Oktober 2014.
Die Disposition lautet:
| I. Manual (Hauptwerk) C–f3 |                |            |
| 1.                         | Principal      | 8′         |
| 2.                         | Gedacktpommer  | 16′        |
| 3.                         | Rohrflöte      | 8′         |
| 4.                         | Octave         | 4′         |
| 5.                         | Gemshorn       | 4′         |
| 6.                         | Octave         | 2′         |
| 7.                         | Larigot        | 1 ⁄3′      |
| 8.                         | Sesquialter II | 1 ⁄3′ 4⁄5′ |
| 9.                         | Cymbel III     | 1⁄2′       |
| 10.                        | Mixtur IV-V    | 1 ⁄3′      |
| 11.                        | Trompete       | 8′         |

| II. Manual (Schwellwerk) C–f3 |            |         |
| 12.                           | Gedackt    | 8′      |
| 13.                           | Quintatön  | 8′      |
| 14.                           | Principal  | 4′      |
| 15.                           | Rohrflöte  | 4′      |
| 16.                           | Nasat      | 2 ⁄3′   |
| 17.                           | Schwiegel  | 2′      |
| 18.                           | Sifflöte   | 1′      |
| 19.                           | Zink II    | 1′ 4⁄5′ |
| 20.                           | Scharff IV | 1′      |

| Pedal C–d1 |              |     |
| 21.        | Violonbaß    | 8′  |
| 22.        | Subbaß       | 16′ |
| 23.        | Principalbaß | 8′  |
| 24.        | Choralbaß    | 4′  |
| 25.        | Rohrpfeife   | 2′  |
| 26.        | Baßzink IV   |     |
| 27.        | Posaunenbaß  | 16′ |

- Koppeln: Manualkoppel II-I, Pedalkoppel I, Pedalkoppel II, Super II/I
- Spielhilfen: Automatische Pedalumschaltung, Druckregister ab, Crecendowalze, 1 freie Vorbereitung, Tutti

1. 1 2 3 4 5  Originalregister.

## Turm
Den Ratsakten zufolge war der Bau eines Kirchturms ab 1729 geplant. Vorher muss neben der Kirche ein separater Glockenturm gestanden haben. Eine vom Großmeister Daniel Hendel 1687 gegossene Glocke ist erhalten. Der Dachreiter in seiner heutigen Form wurde wohl 1746 errichtet.

## Einrichtung
- Ein lebensgroßes Kruzifix wurde 1700 angeschafft, das 1729 durch Blitzschlag zerstört und 1800 neu gestiftet wurde.
- Der Einbau der Turmuhr erfolgte zu Anfang des 18. Jahrhunderts.
- Der Kanzelaltar stammt vom Ende des 18. Jahrhunderts.
- Eine neue Orgel baute die Firma Jehmlich aus Dresden ein.